# Wladimir Pawlowitsch Barmin
Wladimir Pawlowitsch Barmin (russisch Владимир Павлович Бармин; * 4. März 1909 in Moskau; † 17. Juli 1993 ebenda) war ein sowjetischer Ingenieur.

## Leben

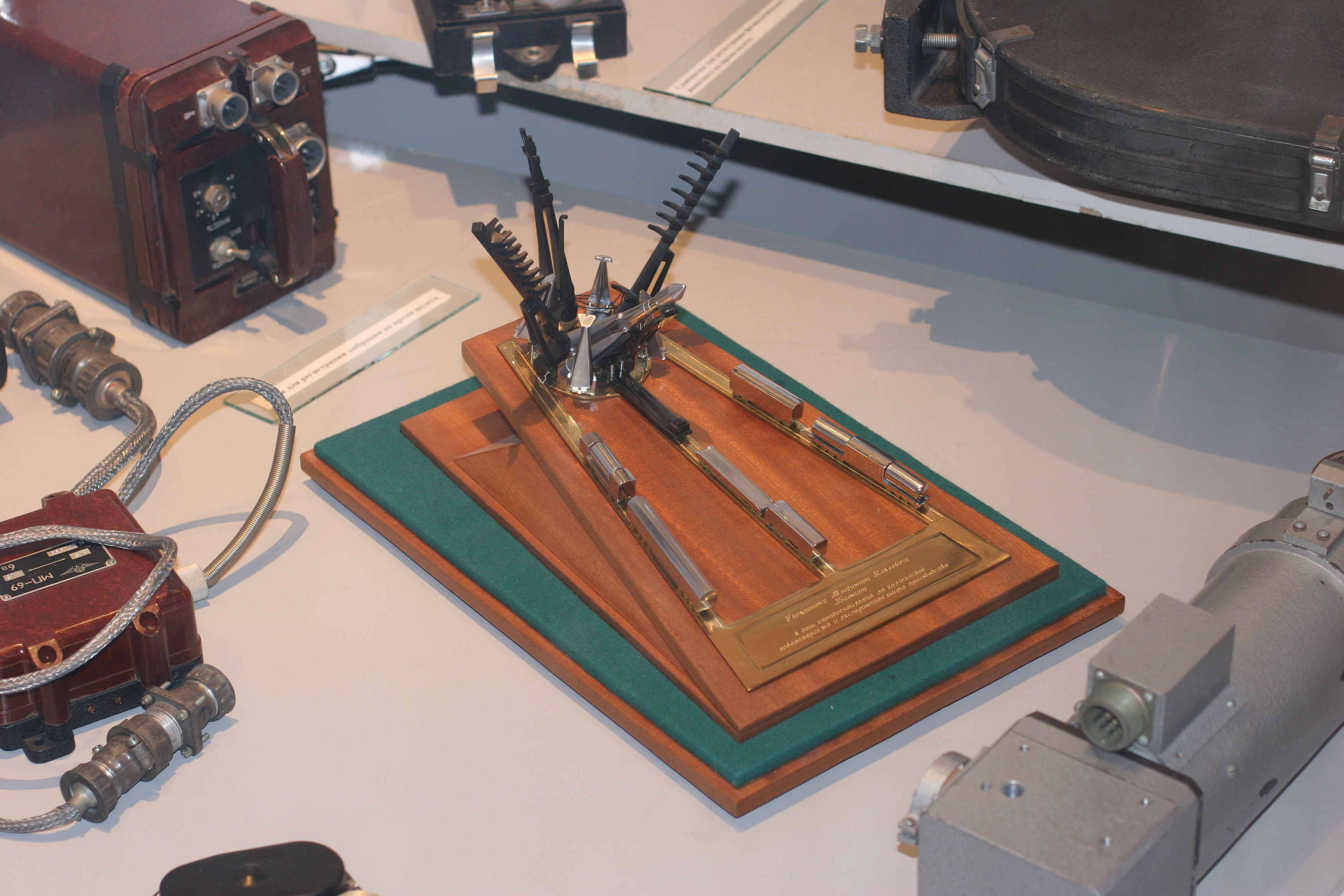
Modell einer Startrampe mit Sojus-Rakete, gewidmet Wladimir Barmin zum 70. Jahrestag

Barmin war maßgeblich am Bau des weltweit ersten Weltraumbahnhofs, des Kosmodroms Baikonur, beteiligt. Insbesondere arbeitete er als Ingenieur an der Errichtung der ersten Raketenstartrampen in Baikonur. 1958 wurde er korrespondierendes und 1966 Vollmitglied der Akademie der Wissenschaften der UdSSR. Der Asteroid (22254) Vladbarmin wurde nach ihm benannt.
Sein Grab befindet sich auf dem Nowodewitschi-Friedhof in Moskau.

## Auszeichnungen
- Held der Sozialistischen Arbeit 1956
- Stalinpreis 1943
- Leninpreis 1957
- Staatspreis der UdSSR 1967, 1977, 1985
- Leninorden 1943, 1956, 1959, 1961, 1969, 1979
- Orden der Oktoberrevolution 1971
- Kutusoworden I. Klasse 1945[2][3]
- Orden des Roten Banners der Arbeit 1944, 1975